# タドグ・マク・ブリアン
タドグ・マク・ブリアン (アイルランド語: Tadc/Tadg mac Brian、1023没) はマンスター王ブリアン・ボルーヴァとその妻の一人 Uí Áeda Odba 族の Carlus mac Ailella の娘である Echrad との間の息子。
タドグは彼の妻であるケネール・ヴィアハハ (Cenél Fiachach) 族の Gilla Brigte Ua Maíl Muaid の娘 モール との間に一男・Toirdelbach Ua Briain (英語: Turlough O'Brien) を儲けた。
1014年のクロンターフの戦いにおけるブリアン・ボルーヴァの没後タドグの異母弟ドンハズがマンスター王位を獲得すると、これに対抗してタドグは自身のマンスター王としての正当性を繰り返し主張し、レンスター王であるディアルマド (Diarmait mac Máel na mBó)に保護と後援を頼んだ。
最終的にはドンハズの扇動により、1023年タドグは暗殺された。